# 博多1号墳
博多1号墳（はかた1ごうふん）は、福岡県福岡市博多区の博多遺跡群範囲内における、同区御供所町1番地および65・66番地の地点に存在した古墳時代中期初頭の前方後円墳である。

## 調査経緯
1985年（昭和60年）、西日本鉄道株式会社によるビル（現・西鉄祇園ビル）建設に伴い、福岡市地下鉄空港線・祇園駅東側に位置する博多区御供所町1番地内の約1745平方メートルの範囲が、同年5月22日から8月31日にかけて発掘調査された（博多遺跡群第28次調査）。
その1年後の1986年（昭和61年）5月22日から7月31日にかけて、西側に隣接する地点約160平方メートルの範囲が、アイチコーポレーションによるビル（現・博多セントラルビル）建設に伴い発掘調査された（博多遺跡群第31次調査）。
これらの調査により、墳丘はほとんど削平されているが、墳丘裾部の葺石が前方後円形に残存し、わずかながら埴輪などの古墳に伴う遺物が出土したことから、前方後円墳の存在が判明し、博多1号墳と命名された。
その後、残っていた葺石や小石室墓群は、西鉄祇園ビルの建設にともない、同じ調査範囲内の古代から近世にかけての各種遺構とともに消滅した。現在、跡地には西鉄祇園ビルと博多セントラルビルが建ち、古墳があったことを示すものは何も残っていない。

## 規模
残存する葺石の配列から、全長約60メートルから70メートル、後円部直径約40メートルと推測され、同じ福岡平野では那珂八幡古墳（古墳時代初頭）、老司古墳（4世紀後半）に匹敵する規模を持つ。
古墳の主体部は墳丘もろとも削平された後であったが、周溝埋没後には後円部の周辺に7基からなる小石室墓群が前方後円墳の葺石や石室の石材を用いて築かれた。その内の1基は赤色顔料が塗布された石材を用いており、前方後円墳の主体部は装飾古墳であった可能性も指摘されている。

## 遺物
出土した埴輪は大半が円筒埴輪だが、量は多くないものの形象埴輪の破片も出土した。ただしどのような形に復元できるかは不詳。いずれも赤色顔料が塗布されてある。この他、古墳に関連する遺物として、周辺の中世・近世の遺構から碧玉製管玉、鉄鏃、金環が出土している。

## 年代
埴輪の形状や小石室墓の構造から、前方後円墳の築造は4世紀末から5世紀初頭（古墳時代中期）、小石室墓群の造営は6世紀後半から7世紀後半であると推定される。葺石の列が平安時代の溝により切られている場所があることから、平安時代には墳丘の崩壊がかなり進行していたことがわかっている。

## 博多遺跡群内の他の古墳
博多1号墳のほかにも、博多遺跡群には古墳と思われる場所が存在する。
博多1号墳の北東側約100メートルの博多遺跡群第109次調査区（博多区博多駅前1丁目、現在の第14岡部ビル付近）では、前方後円墳のものと思われる周溝か検出されており、円筒埴輪の破片が周溝と周溝と同じ調査区の中世から近代までの遺構から出土した。一部は赤色顔料が塗布され、5世紀後半に比定されている。
博多1号墳の西南西約200メートルの博多遺跡群第166次調査区（博多区祇園町、現在の福岡商工会議所向かい側）でも、前方後円墳のものと思われる周溝か検出されている。
博多1号墳の南西側約500メートルの博多遺跡群第171次調査区（博多区祇園町、現在のキャナルシティ東側）では、御笠川に伴う堆積と中世から近代にかけての遺構から、赤色顔料が塗布された円筒埴輪と家形埴輪の破片が出土している。さらに、明治初期に埋められた房州堀の埋土から人物埴輪の頭部が出土している。